# Macbeth (Bloch)
Macbeth es una ópera en tres actos con música y libreto de Ernest Bloch y libreto en francés de Edmond Fleg, basado en la pieza epónima de William Shakespeare. Compuesta entre 1904 y 1906, se estrenó el 30 de noviembre de 1910 en la Opéra-Comique en París. La recepción fue decepcionante, y tras una quincena de representaciones, la obra se retiró de cartel.
En las estadísticas de Operabase aparece con sólo 2 representaciones en el período 2005-2010, siendo la más representada de Bloch.

## Argumento
La historia es esencialmente la de la obra de Shakespeare, con los cinco actos comprimidos en tres. La ópera contiene siete tableaux, con el preludio comprendiendo la primera escena, y cada uno de los tres actos formados por dos escenas.
A la vuelta de un combate victorioso, Macbeth y Banco encuentran a tres brujas que saludan a Macbeth como futuro rey de Escocia. Cuando se anuncia la llegada del rey Duncan, Lady Macbeth ambiciosa y ávida de poder, incita a su marido para que lo realice.